# Tudhattad volna (minisorozat)
A Tudhattad volna (eredeti cím: The Undoing) 2020-ban bemutatott amerikai misztikus lélektani thriller minisorozat.
Jean Hanff Korelitz You Should Have Known című, 2014-ben megjelent regénye alapján Susanne Bier rendezte, David E. Kelley forgatókönyvírói és produceri közreműködésével. A főbb szerepekben Nicole Kidman és Hugh Grant látható.
A hatrészes minisorozat 2020. október 25-én debütált és november 29-én fejeződött be az HBO-n.

## Szereplők
| Szereplő              | Színész              | Magyar hang         |
| --------------------- | -------------------- | ------------------- |
| Grace Fraser          | Nicole Kidman        | Pápai Erika         |
| Jonathan Fraser       | Hugh Grant           | Stohl András        |
| Joe Mendoza nyomozó   | Édgar Ramírez        | Simon Kornél        |
| Henry Fraser          | Noah Jupe            | Pál Dániel Máté     |
| Sylvia Steinetz       | Lily Rabe            | Peller Anna         |
| Elena Alves           | Matilda De Angelis   | Törőcsik Franciska  |
| Fernando Alves        | Ismael Cruz Córdova  | Hajdu Tibor         |
| Miguel Alves          | Edan Alexander       | Gáll Dávid          |
| Alexis Young          | Annaleigh Ashford    | Balogh Anikó        |
| Jolene McCall         | Fala Chen            | Tornyi Ildikó       |
| Michael Hoffman       | Tarik Davis          | Pál András          |
| Paul O'Rourke nyomozó | Michael Devine       | Gyabronka József    |
| Diane Porter          | Maria Dizzia         | Ruttkay Laura       |
| Janet Fraser          | Rosemary Harris      | Halász Aranka       |
| Amanda Emory          | Vedette Lim          | Ligeti Kovács Judit |
| Sally Maybury         | Janel Moloney        | Létay Dóra          |
| Joseph Hoffman        | Matt McGrath         | Pataki Ferenc       |
| Robert Connaver       | Jeremy Shamos        | Fillár István       |
| Rebecca Harkness      | Tracee Chimo Pallero | Mics Ildikó         |
| Dr. Stuart Rosenfeld  | Jason Kravits        | Bácskai János       |
| Franklin Reinhardt    | Donald Sutherland    | Ujréti László       |
| Haley Fitzgerald      | Noma Dumezweni       | Varga Klári         |
| Catherine Stamper     | Sofie Gråbøl         | Tóth Ildikó         |
| Robert Adelman        | Douglas Hodge        | Törköly Levente     |
| Layla Scott bíró      | Adriane Lenox        | Bognár Gyöngyvér    |
| Martin Shepley        | Clint Jung           | Holl Nándor         |

## Epizódok
| Epizódszám | Cím 4                              | Rendező      | Forgatókönyvíró | Premier            |
| ---------- | ---------------------------------- | ------------ | --------------- | ------------------ |
| 1.         | Jóvátehetetlen (The Undoing)       | Susanne Bier | David E. Kelly  | 2020. október 25.  |
| 2.         | Az elveszett (The Missing)         | Susanne Bier | David E. Kelly  | 2020. november 1.  |
| 3.         | Úgy sem árthat (Do No Harm)        | Susanne Bier | David E. Kelly  | 2020. november 8.  |
| 4.         | Tapogatózás (See No Evil)          | Susanne Bier | David E. Kelly  | 2020. november 15. |
| 5.         | Idegtépő tárgyalás (Trial by Fury) | Susanne Bier | David E. Kelly  | 2020. november 22. |
| 6.         | A véres igazság (The Bloody Truth) | Susanne Bier | David E. Kelly  | 2020. november 29. |

## Fordítás
- Ez a szócikk részben vagy egészben  a   The Undoing című angol Wikipédia-szócikk fordításán alapul.  Az eredeti cikk szerkesztőit annak laptörténete sorolja fel. Ez a jelzés csupán a megfogalmazás eredetét és a szerzői jogokat jelzi, nem szolgál a cikkben szereplő információk forrásmegjelöléseként.